# Liste der hannoverschen Gesandten in Bayern
Liste der hannoverschen Gesandten in Bayern.

## Gesandte

### Gesandte desKurfürstentums Hannover
- 1783–1803: Dietrich Heinrich Ludwig von Ompteda (1746–1803)

### Gesandte desKönigreichs Hannover
1832: Aufnahme diplomatischer Beziehungen
- 1832–1838: Resident in Frankfurt
- 1838–1839: August von Berger (1765–1850)
- 1839–1841: Ludwig Ferdinand Graf von Kielmannsegg (1798–1873)
- 1841–1848: vakant
- 1848–1865: Ernst von dem Knesebeck (1809–1869)
- 1865–1866: vakant

1866: Auflösung der Gesandtschaft infolge der preußischen Annexion Hannovers